# Sarinda

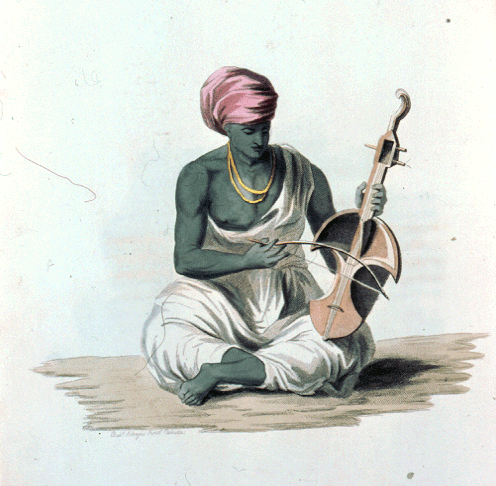
Sarinda

Sarinda – bengalski instrument smyczkowy, przypominający skrzypce. Ma jedno pudło rezonansowe z trzema strunami. Pudło rezonansowe ma głębokie wycięcia po bokach, ułatwiające operowanie smyczkiem.